# ديفيد غالواي
ديفيد غالواي (بالإنجليزية: David Galloway)‏ هو لاعب كرة قدم أمريكية أمريكي، ولد في 16 فبراير 1959 في تامبا في الولايات المتحدة.

## وصلات خارجية
- ديفيد غالواي على موقع مرجع كرة القدم المحترفة.كوم (الإنجليزية)